# Опсада Херата (652)
Опсада Херата била је део муслиманског освајања Персије којим је заповедао Ахнаф ибн Кајс.

## Позадина
Калиф Омар (634-644) покренуо је напад на Сасанидско Персијско царство 642. године, а до 651. успео је да уништи царство. Међутим, поједине делове Хорасана су  још увек  држале сасанидски снаге одане Сасанидима уз помоћ својих савезника  Хефталита.
Абдулах ибн Амир је 651. године задатак освајања Хорасана доделио Ахнафу ибн Кајсу. Абдулах је започео марш 650. године из  Фарс и кренуо краћом и ређе коришћеном рутом преко гарда Рај, док је Ахнаф недуго затим кренуо на север право ка гарду Мерв, у данашњем Туркменистану. Након тога Абдулах је послао Ахнафа да поведе претходницу састављену од припадника племена Бану Тамим, као и 1000 Асавира кроз подучје Кухистан. Народ из Табасијна се касније одметнуо од калифата, да би га недуго затим Ахнаф поново освојио, али је сада захтевао знатно већи порез. Ахнаф је наставио са даљим напредовањем. За прво време Херат је пристао на мир и плаћање џизије.

## Битка
652. године Ахнаф је био присиљен да поново нападне Херат након што се поново побунио. Победио је владара Херата и склопио још један споразум са њим. Међутим, владар Херата,  се заједно са Каренидима и многим другим староседеоцима Хорасана, касније ипак побунио против Арапа, али је након тога поражен у бици код Бадгиса.